# Samuel Alexander Kinnier Wilson
Pour les articles homonymes, voir Samuel Wilson (homonymie) et Wilson.
Samuel Alexander Kinnier Wilson né le 6 décembre 1878 à Cedarville (New Jersey, USA) et mort le 12 mai 1937 à Londres est un médecin neurologue britannique.

## Résumé biographique
Son père, James Kinnier Wilson, était un pasteur presbytérien d'origine irlandaise qui avait émigré avec sa famille aux États-Unis. Il mourut un an après la naissance de Samuel et la famille revint alors s'établir en Grande Bretagne, à Édimbourg.
Kinnier Wilson  fait ses études au George Watson's College d'Édimbourg où il montre de grandes aptitudes pour les langues, gagnant plusieurs prix de grec et de latin. Il devient médecin en 1902 à l'Université d'Édinbourg, puis occupe un poste à l'Infirmerie Royale d'Édinbourg avec le pathologiste Sir Byrom Bramwell. Il décide rapidement de se tourner vers la neurologie.
En 1903, il se rend à Paris pour travailler avec Pierre Marie, puis avec Joseph Babinski (1857 - 1932). De retour à Londres, il est nommé en 1904 au National Hospital for Nervous Diseases de Queen's Square. En 1912, sa réputation est immense et il reçoit la médaille d'or de l'Université d'Édinbourg.
Il a ensuite obtenu la première chaire de neurologie au King's College Hospital (où Charlie Chaplin fut l'un de ses patients).
En 1912 il a, pour la première fois décrit une maladie familiale associé à des symptômes neurologiques. D'où le nom de cette maladie : la Maladie de Wilson.